# James Horsfield
James Horsfield (Hazel Grove, 30 novembre 1995) è un ex calciatore inglese, di ruolo difensore.

## Carriera
Cresciuto nel settore giovanile del Manchester City, il 28 settembre 2015 passa in prestito mensile al Doncaster. Il 17 gennaio 2017 viene ceduto a titolo temporaneo, fino al termine della stagione, al NAC Breda; il 24 luglio si trasferisce a titolo definitivo al club olandese, con cui firma un triennale.

## Statistiche

### Presenze e reti nei club
Statistiche aggiornate al 4 gennaio 2018.
| Stagione         | Squadra          | Campionato       | Campionato | Campionato | Coppe nazionali | Coppe nazionali | Coppe nazionali | Coppe continentali | Coppe continentali | Coppe continentali | Altre coppe | Altre coppe | Altre coppe | Totale | Totale | Totale |
| Stagione         | Squadra          | Comp             | Pres       | Reti       | Comp            | Pres            | Reti            | Comp               | Pres               | Reti               | Comp        | Pres        | Reti        | Pres   | Reti   |        |
| ---------------- | ---------------- | ---------------- | ---------- | ---------- | --------------- | --------------- | --------------- | ------------------ | ------------------ | ------------------ | ----------- | ----------- | ----------- | ------ | ------ | ------ |
| set.-ott. 2015   | Doncaster Rovers | FL1              | 2          | 0          | FACup+CdL       | -               | -               | -                  | -                  | -                  | FLT         | 1           | 0           | 3      | 0      |        |
| gen.-giu. 2017   | NAC Breda        | ED               | 16+4       | 1          | CO              | -               | -               | -                  | -                  | -                  | -           | -           | -           | 20     | 1      |        |
| 2017-2018        | NAC Breda        | E                | 9          | 0          | CO              | 0               | 0               | -                  | -                  | -                  | -           | -           | -           | 9      | 0      |        |
| Totale NAC Breda | Totale NAC Breda | Totale NAC Breda | 25+4       | 1          |                 | 0               | 0               |                    | -                  | -                  |             | -           | -           | 29     | 1      |        |
| Totale carriera  | Totale carriera  | Totale carriera  | 27+4       | 1          |                 | 0               | 0               |                    | -                  | -                  |             | 1           | 0           | 32     | 1      |        |